# هاميش غاردينر
هاميش غاردينر (بالإنجليزية: Hamish Gardiner)‏ (4 يناير 1991 في أستراليا - ) هو لاعب كريكت أسترالي. شارك مع منتخب اسكتلندا الوطني للكريكت.

## وصلات خارجية
- هاميش غاردينر على موقع إي آس بي آن كريك إنفو (الإنجليزية)